# Aoste
Aoste ist eine französische Gemeinde mit 2.869 Einwohnern (Stand: 1. Januar 2022) im Département Isère in der Region Auvergne-Rhône-Alpes. Sie gehört administrativ zum Arrondissement La Tour-du-Pin und ist Teil des Kantons Chartreuse-Guiers. Die Einwohner werden Outards oder Aostiens genannt.

## Geographie
Aoste wird im Nordosten von der Rhone begrenzt, in die hier der Guiers mündet, der die östliche Gemeindegrenze bildet. Aoste wird umgeben von den Nachbargemeinden Brégnier-Cordon im Norden, Saint-Genix-les-Villages mit Saint-Genix-sur-Guiers im Osten, Romagnieu im Süden, Chimilin im Westen und Südwesten, Granieu im Westen sowie Les Avenières im Nordwesten.

## Bevölkerungsentwicklung
| Jahr                       | 1962 | 1968 | 1975 | 1982 | 1990 | 1999 | 2006 | 2017 |
| Einwohner                  | 1182 | 1248 | 1328 | 1537 | 1548 | 1715 | 2000 | 2878 |
| Quellen: Cassini und INSEE |      |      |      |      |      |      |      |      |

## Wirtschaft und Verkehr
Aoste ist unter anderem für seine Schinkenproduktion (jambon d’Aoste) bekannt. Die Produktionsstätte liegt im Industriegebiet nördlich der Gemeinde.

## Sehenswürdigkeiten

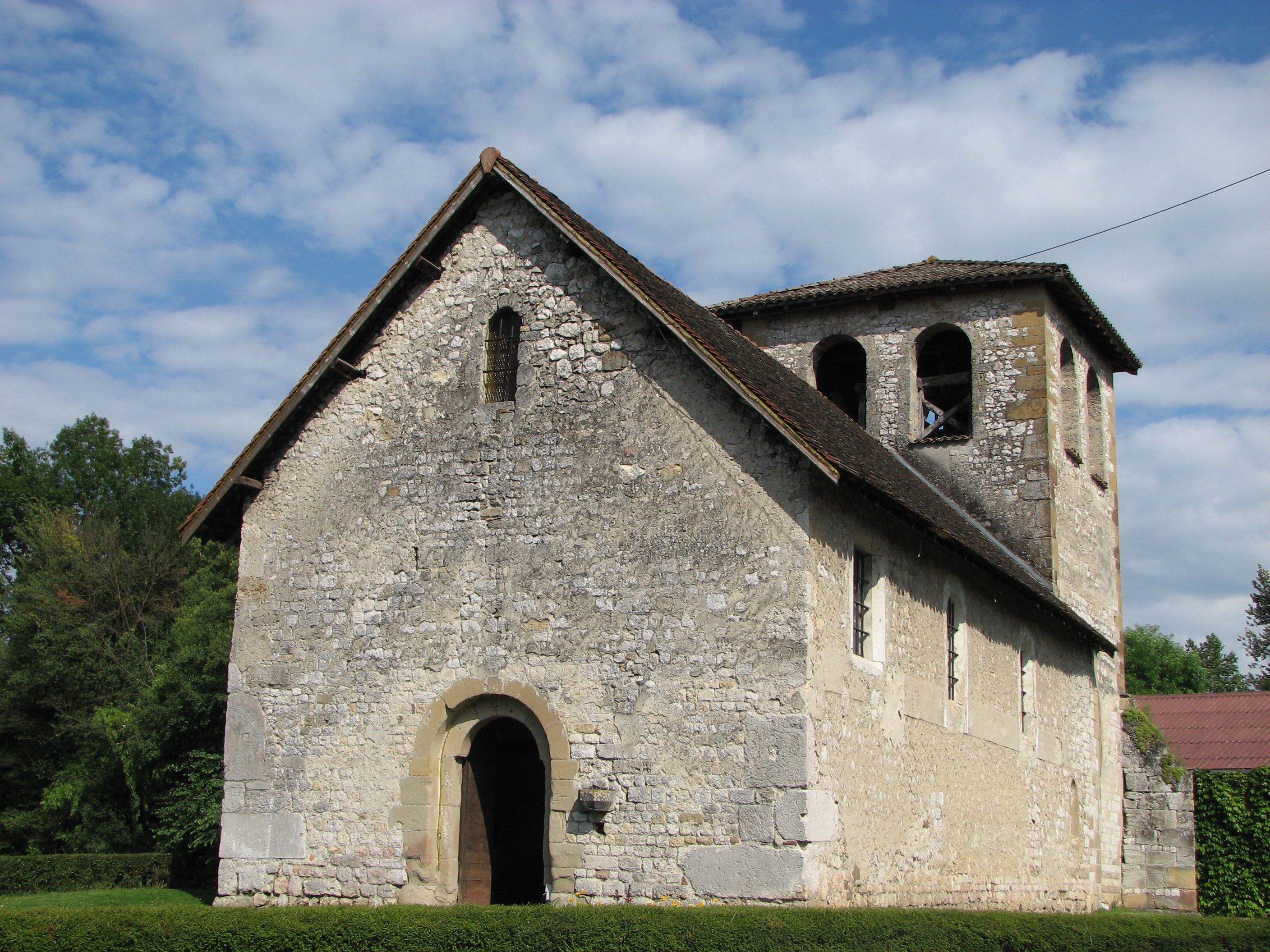
Kirche Saint-Didier

- Kirche von Aoste, erbaut 1891, mit gallorömischen Votiven
- romanische Kirche Saint-Didier aus dem 12. Jahrhundert
- Kapelle Saint-Didier aus dem 16./17. Jahrhundert
- römische Siedlungsruinen
- Tonofen aus dem 1. nachchristlichen Jahrhundert
- Gallorömisches Museum

## Persönlichkeiten
- Pierre-Louis de Leyssin (1722–1801), Erzbischof von Embrun, geb. in Aoste, gestorben in Nürnberg